# Rubén Cimet Lerer
Rubén Cimet Lerer (Whrubiecsow, 6 de enero de 1922-Nueva York, 24 de marzo de 2008) fue un químico metalúrgico, arquitecto y escultor mexicano autodidacta de tendencia artística moderna y abstracta pero con inflecciones orgánicas.
Habiéndose iniciado con expresiones en bronces tradicionales, viró hasta que encontró su propia voz estética explorando la plasticidad de la madera. Ya en este medio, analizó formas geométricas trabajando sus espacios interiores y exteriorizando sus posibilidades con lo que creó formas arquitectónicas múltiples. Y anteriormente al posmodernismo minimalista de los 70s que incluye un intelectualismo profundo para la planeación artística, el ya incluyó propuestas kinéticas en algunas de sus obras, e invitó a la interacción del observador para que se convierta en participante activo trabajando en una re-creación constante de la misma.  Pasó a conformar estructuras abstractas con ecos orgánicos quizá influenciado por la naturaleza que lo rodeaba, creando una estética y plasticidad propia con una poética escultórica sui generis.

## Biografía
De familia judía,  emigró en su niñez a México en 1926 de Polonia. Sus estudios profesionales los realizó en la Universidad Autónoma de México, UNAM. Estudió Química Metalúrgica, graduándose en 1946 y trabajó dos años en las Minas de Cananea, Sonora. Unos años después decidió hacer un cambio profesional y se empezó a dedicar a la construcción por lo que decidió estudiar arquitectura, en la misma universidad. Se graduó con Mención Honorífica en 1965, con una tesis que proyecta la Secretaría de Hacienda y Crédito Público. Poco después se incorporó a la UNAM como profesor de arquitectura.

## Actividad profesional
Trabajó en su profesión, construyendo casas habitación, edificios, y espacios de trabajo. Se dedicó simultáneamente a la docencia, dando clases en la Facultad de Arquitectura de UNAM, siendo profesor durante 35 años. Recibió la distinción Reconocimiento al Mérito Universitario por sus años de servicio docente y por su contribución en la formación de arquitectos en el país, a manos del rector Juan Ramón de la Fuente en el año 2000.
Empezó a dedicarse a la escultura en los años 1960.

### Primera Época - Los Bronces

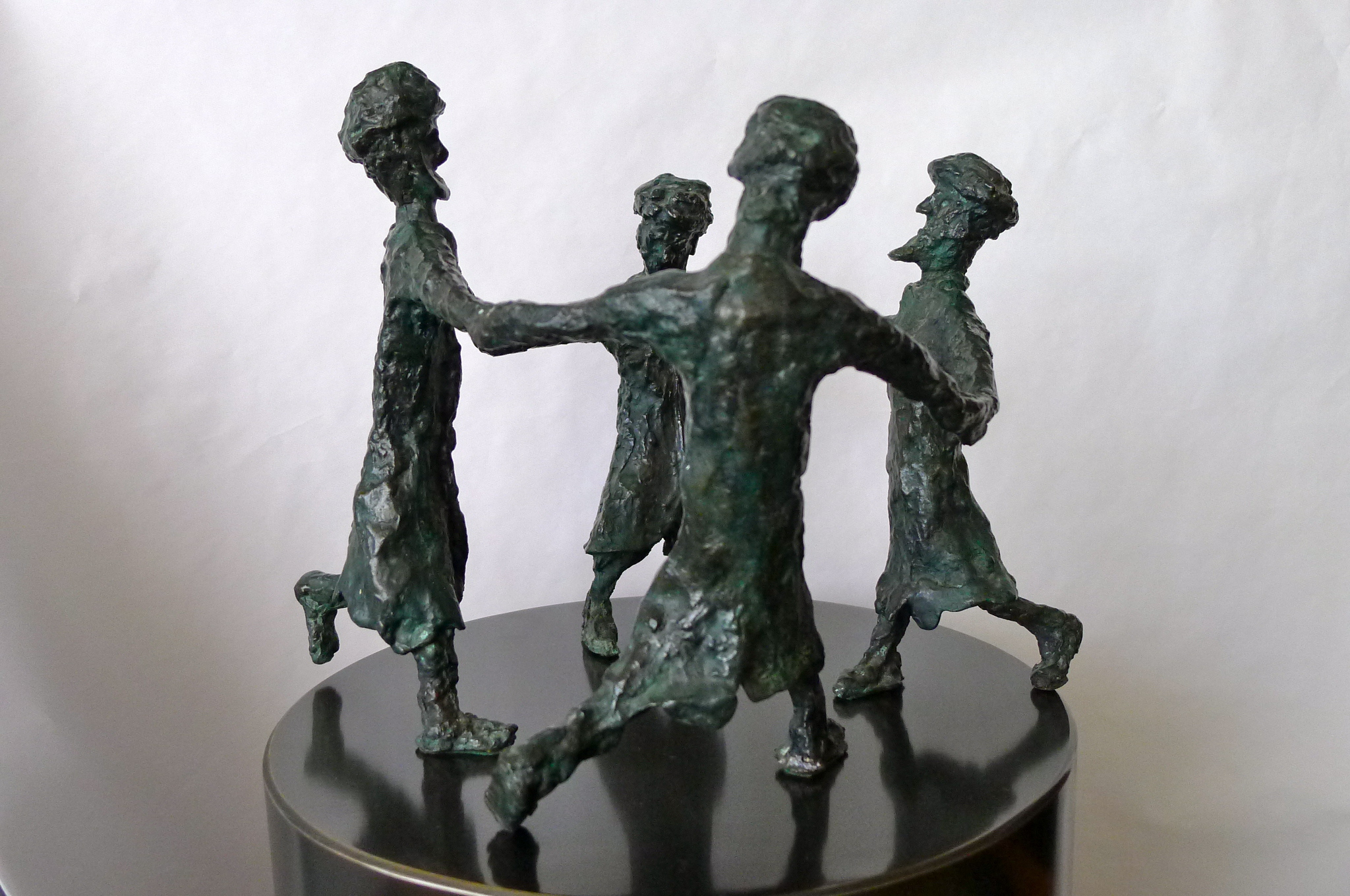
Baile Jasídico, 1977

De finales de los años sesenta y la década de los años setenta datan sus primeras obras como escultor, todas ellas realizadas en bronce.
Los aspectos característicos de esta época , son predominantemente el cuerpo humano, hombres y mujeres en movimiento o en acción; así como personajes o escenarios intrínsecamente relacionados con la tradición judía.

### Segunda Época - Geométrico Constructiva Abierta
Integró la arquitectura con la escultura y para ello, la madera pasa a ser el medio de expresión por excelencia.  Utiliza residuos y pedacería de distintas maderas, colocándolas una encima de la otra, cortando, tallando e incorporando las partes individuales hasta formar la pieza. Las limitaciones físicas de un medio las parece haber sobrepasado en el otro.  
Se adentra en lo geométrico, analizando sus propiedades y explorando la serialización de las formas. Se lanza a exteriorizar los interiores (las posibilidades de los espacios “ocultos” dentro de las formas). Exploró la madera tal y cual se le presenta y empieza a buscar una plasticidad interior de la misma, moldeándola con agua para doblarla, logrando entonces no solo ángulos, sino también curvaturas. Utilizando agua, deformó el original para re-formarlo en su vocabulario artístico.  
Las obras geométricas del periodo incluyen a veces ecos arquitectónicos, pero también, con el dominio y combinación de las formas angulares y curvilíneas abre nuevas posibilidades de expresión. Produjo obras kinéticas, obras con "movimiento", y otras que describen movimiento, sin tenerlo. Todas estas búsquedas, parte abstracta y parte orgánica, parte objeto desconocido y parte imagen, las va ofreciendo con la conciencia moderna, artística y filosófica de la estética del el siglo XX.

### Tercera Época - Biomórfica

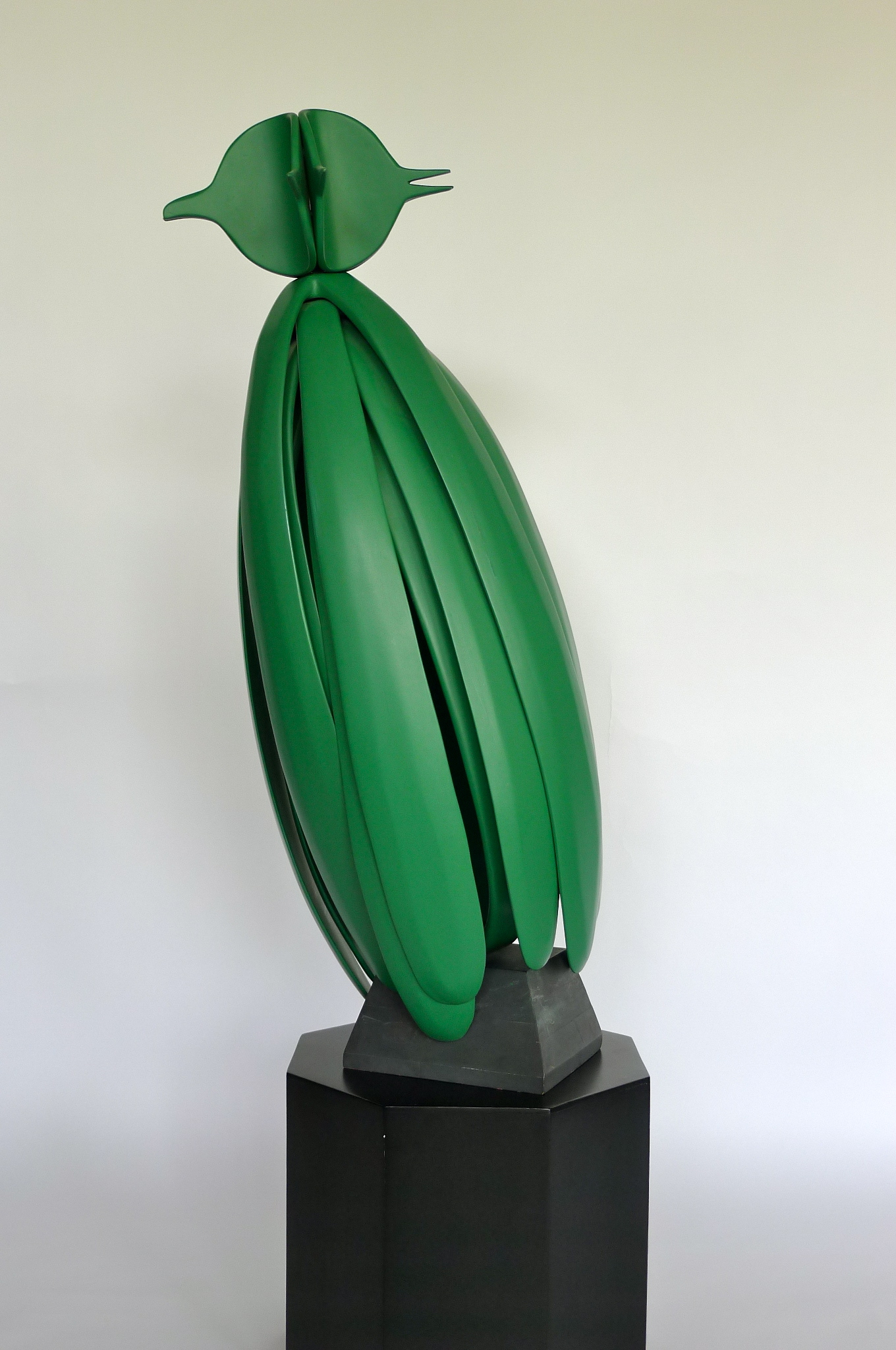
Pingüino, 1994

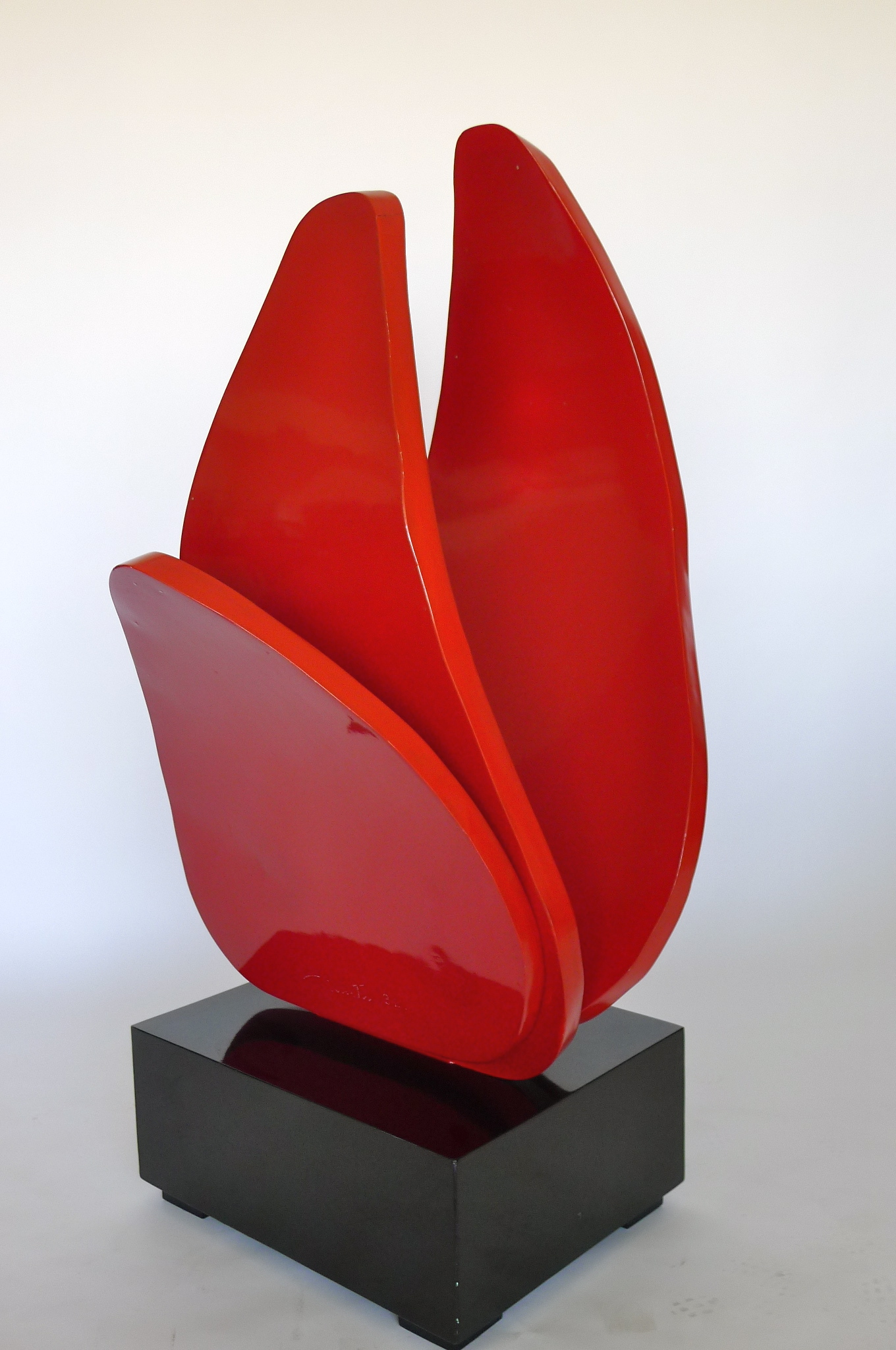
Familia, 1992

La característica principal de esta época es la utilización de triplay buscando soluciones de maleabilidad y reconstrucción del propio material. El producto ahora queda terminado con pintura, colores sólidos pero variados, muchas veces tropicales. Esta decisión fue influencia adaptativa a su enfermedad macular de la vista. Pero con este cambio, logra obtener su voz artística así como su estilo propio. El color le permite ahora también entretejer la abstracción y lo orgánico que crea en constante tensión, si, abandonando lo superfluo para llegar a la definición básica de la forma, envolviéndola con elementos representativos. Sin embargo, los resultados son idiosincráticos, en voces múltiples.